# Ligron
Ligron település Franciaországban, Sarthe megyében. Lakosainak száma 484 fő (2022. január 1.). Ligron La Fontaine-Saint-Martin, Bousse, Clermont-Créans, Courcelles-la-Forêt és Saint-Jean-de-la-Motte községekkel határos.

## Népesség
A település népességének változása:
| Lakosok száma | 498  | 505  | 517  | 504  | 497  | 491  | 488  | 487  | 484  |
|               | 2013 | 2015 | 2016 | 2017 | 2018 | 2019 | 2020 | 2021 | 2022 |